# Erekce, ejakulace, exhibice a další příběhy obyčejného šílenství
Erekce, ejakulace, exhibice a další příběhy obyčejného šílenství (italsky: Storie di ordinaria follia, francouzsky: Conte de la folie ordinaire zkráceně též Jiné příběhy obyčejného šílenství) je italsko-francouzský film z roku 1981 režiséra Marca Ferreriho. Byl natočen ve Spojených státech v angličtině a v jeho hlavních rolích se objevili Ben Gazzara a Ornella Muti. Název filmu i jeho námět vychází z povídek amerického básníka a spisovatele Charlese Bukowského uvedených ve sbírce Erection, Ejaculation, Exhibition and General Tales of Ordinary Madness z roku 1972.
Protagonista filmu Charles Serking vychází z Bukowského autobiografické postavy Henry Chinaski. Toho času vlastnil práva na Chinaskiho jméno režisér Taylor Hackford, který si zajistil přednostní práva na Bukowského první román z roku 1971 Poštovní úřad.

## Děj
Film s existenciálním nádechem sleduje život a četná dobrodružství potulujícího se básníka, milovníka, opilce a „losera“ Charlese Serkinga, který odhaluje zvrhlosti života v jedné z horších čtvrtí Los Angeles (dle Serkinga) – Hollywoodu.
Život se mu obrátí, když v baru potká mladou šlapku Cass se sebedestruktivními sklony, do které se zamiluje, a se kterou má bouřlivý vztah. Když Serking dostane nabídku od velkého newyorského vydavatelství, snaží se jej Cass marně přesvědčit, aby nejezdil. Serking si po chvíli v New Yorku uvědomí svou chybu a vrátí se zpět do Los Angeles, kde však zjistí, že se Cass zabila. Zdevastován její smrtí se upijí, ale nakonec dosáhne katarze a vrací se do penzionu u moře, kde s Cass strávil nejšťastnější chvíle. Zde znovu vzplane k poezii díky mladé obdivovatelce.

## Citáty
„Tak ti něco povím o smrti. Nevěříš-li v Boha, nemusíš se bát. Prostě se vezeš. Smrt není dobrá a není ani špatná. Je to jen žolík v paklíku karet. Jsou horší věci, žít s někým, koho nemáš rád, nebo hákovat 8 hodin v práci, kterou nenávidíš. To je horší než smrt.“ (Serking poučuje bezdomovce, který si stěžuje, že se cítí jako nebožtík)
„Z jejího psychodramatu se člověk mohl stát paranoidní. Já ale za paranoika považoval toho, kdo zná všechna fakta. Navíc mě uklidňovala moje „ambice“: ta touha být neznámý, nechtěný a nepovšimnutý. Ten velký americký mokrý sen mi nic neříkal. Zato chlast ano.“ (Serkingův monolog)

## Ocenění
Film vyhrál 4 ceny David di Donatello a 2 ceny Nastro d'Argento, včetně ceny za nejlepší režii. Byl oceněn Zlatou mušlí na mezinárodním filmovém festivalu v San Sebastiánu.